# 加法尔·尼迈里
加法尔·穆罕默德·尼迈里（阿拉伯語：جعفر محمد النميري;1928年4月26日—2009年5月30日），前任苏丹总统，于1969年至1985年统治苏丹。

## 生平
尼迈里于1928年出生于苏丹中部城市恩图曼。他于1952年毕业于苏丹军事学院，在校期间受到纳赛尔及其自由军官组织的影响。1966年尼迈里前往美国接受培训，毕业于美国陆军指挥学院。1969年，尼迈里发动政变，推翻了当时的伊斯梅爾·愛資哈里政府，自任全国革命指导委员会主席，并改国名为“苏丹民主共和国”。执政期间，他推行“苏丹式社会主义”，开展国有化和土地改革。
1971年5月，尼迈里建立苏丹社会主义联盟；7月，一度被亲苏丹共产党的左翼军官发动的政变推翻，后在支持者的帮助下夺回政权。同年，他当选苏丹总统，并同南部叛军签订亚的斯亚贝巴协定，给与南部自治权。此后他向西方靠拢，采取了一系列措施，诸如银行私有化、鼓励国外投资等。

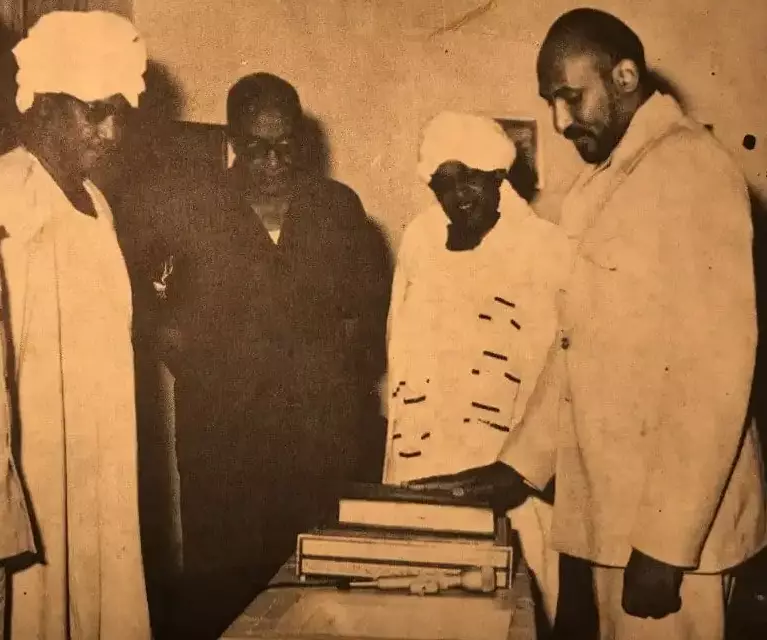
Gaafar Nimeiry and Sadiq al-Mahdi in 1976

1976年，叛军领袖萨迪克·马赫迪率军在利比亚的支持下侵入苏丹，攻入首都喀土穆，与支持尼迈里的军队展开巷战。次年，双方和解，萨迪克·马赫迪率领民主统一党加入政府。马赫迪的加入虽然平息了喀土穆的形势，但是由于他带来了更加强硬的伊斯兰教政策，导致苏丹政府和基督教的南部地区多年的和平岌岌可危。
尼迈里在第二任期内加强了对美合作，与时任美国总统里根共同加强了美国与苏丹的关系。美国的援助从1979年的500万美元增加到1983年的2亿美元，1985年又增加到2.54亿美元，主要用于军事项目。因此，苏丹成为美国对非洲援助的第二大接受国（仅次于埃及）。美国在苏丹港附近为中央情报局建造了四个空军基地，以安置快速部署部队和一个强大的监听站。
1983年，尼迈里宣布在全国推行沙里亚法，并不顾亚的斯亚贝巴协定，解散了南部的自治政府，导致苏丹内战再起。
1985年，当尼迈里出访美国的时候，其国防部长阿卜杜勒·拉赫曼·苏瓦尔·达哈卜发动了一次不流血政变，将其推翻。此后尼迈里流亡埃及。
1999年，尼迈里回到苏丹，并参加了2000年苏丹大选，获得了9.6%的选票。
2009年5月30日，尼迈里在恩图曼的家中因自然原因去世。